# STS-50
La STS-50 è una missione spaziale del Programma Space Shuttle.

## Equipaggio
- Richard N. Richards (3) - Comandante
- Kenneth D. Bowersox (1) - Pilota
- Bonnie J. Dunbar (3) - Specialista di missione
- Ellen S. Baker (2) - Specialista di missione
- Carl J. Meade (2) - Specialista di missione
- Lawrence J. DeLucas (1) - Specialista del carico
- Eugene H. Trinh (1) - Specialista del carico

Tra parentesi il numero di voli spaziali completati da ogni membro dell'equipaggio, inclusa questa missione.

## Parametri della missione
- Massa:
  - Navetta al rientro con carico: 103.814 kg
  - Carico utile: 12.101 kg
- Perigeo: 302 km
- Apogeo: 309 km
- Inclinazione orbitale: 28.5°
- Periodo: 1 ora, 30 minuti, 35 secondi